# Lars Embäck

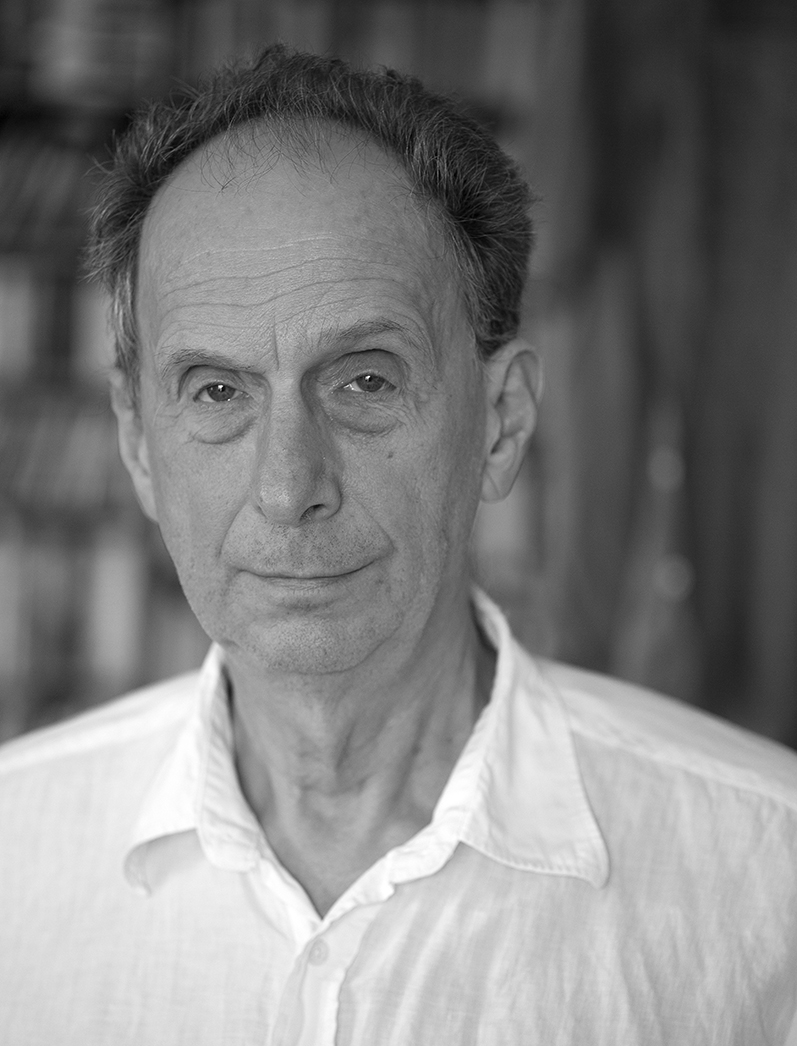
Lars Embäck 2022.

Lars Sture Georg Embäck, född 8 oktober 1955 i Lundby församling i Göteborg, är en svensk konstnär.
Lars Embäck gick ut Malmö Konstskola Forum i Malmö 1987 och debuterade på Galleri Arton A i Stockholm 1989. Två år senare deltog han i grupputställningen Sydnytt 2 på Malmö konsthall. På 2000-talet har han arbetat med motiv från uppväxten i Göteborg ur ett socialt och psykologiskt perspektiv. Han uttrycker sig framför allt i teckning, fotografi och installationer. 2022 deltog han i utställningen I Staden Växer ett Fält på Malmö konsthall.  
Han fick Edstrandska stiftelsen stipendium 1987, Maria Bonnier Dahlins stipendium 1988 och Bildkonstnärernas upphovsmannafonds stipendium 1998. 
Han är representerad på Moderna Museet, Statens konstråd, Malmö Konstmuseum och  Skissernas museum i Lund. 
Lars Embäck är gift med Marianne Andersson Embäck (född 1956).